# Ryan Kelly
Ryan Matthew Kelly (ur. 9 kwietnia 1991 w Raleigh) – amerykański zawodowy koszykarz, występujący na pozycji silnego skrzydłowego, obecnie zawodnik Hitachi SunRockers Tokyo-Shibuya.
W 2009 wystąpił w meczu gwiazd amerykańskich szkół średnich - McDonald’s All-American.
W 2013 roku został wybrany z 48 numerem draftu NBA przez Los Angeles Lakers.
17 stycznia 2017 został zawodnikiem Maine Red Claws. 24 lutego podpisał kontrakt do końca sezonu z Atlantą Hawks.
28 czerwca 2017 trafił do Houston Rockets w zamian za zobowiązania gotówkowe. Został zwolniony 7 lipca, zanim kontrakt stał się gwarantowany. 7 września został zawodnikiem Betisu Energia Plus Sevilla.
30 lipca 2018 zawarł kontrakt z japońskim Hitachi SunRockers Tokyo-Shibuya.

## Osiągnięcia
Stan na 20 stycznia 2020, na podstawie, o ile nie zaznaczono inaczej.
NCAA
- Mistrz NCAA (2010)
- Uczestnik rozgrywek:
  - Elite Eight turnieju NCAA (2010, 2013)
  - Sweet 16 turnieju NCAA (2010, 2011, 2013)
  - turnieju NCAA (2010–2013)
- Mistrz:
  - turnieju konferencji Atlantic Coast (ACC – 2010, 2011)
  - sezonu regularnego ACC (2010)
- MVP turnieju Maui Invitational (2012)
- Zaliczony do:
  - składu All-ACC Honorable Mention (2013)
  - I turnieju Maui Invitational (2012)

Indywidualne
- Lider D-League w skuteczności rzutów wolnych (2014)

Reprezentacja
- Wicemistrz Ameryki U–18 (2008)